# 丸田町 (名古屋市)
丸田町（まるたまち）は、愛知県名古屋市中区の地名。

## 歴史

### 沿革
- 1911年（明治44年）11月1日 - 中区前津小林の一部により、同区丸田町として成立[1]。
- 1969年（昭和44年）10月21日 - 一部が千代田一丁目・同二丁目および栄五丁目に編入される[1]。
- 1977年（昭和52年）10月23日 - 千代田五丁目および新栄一丁目に編入され廃止[1]。